# Kabinett Van Agt I

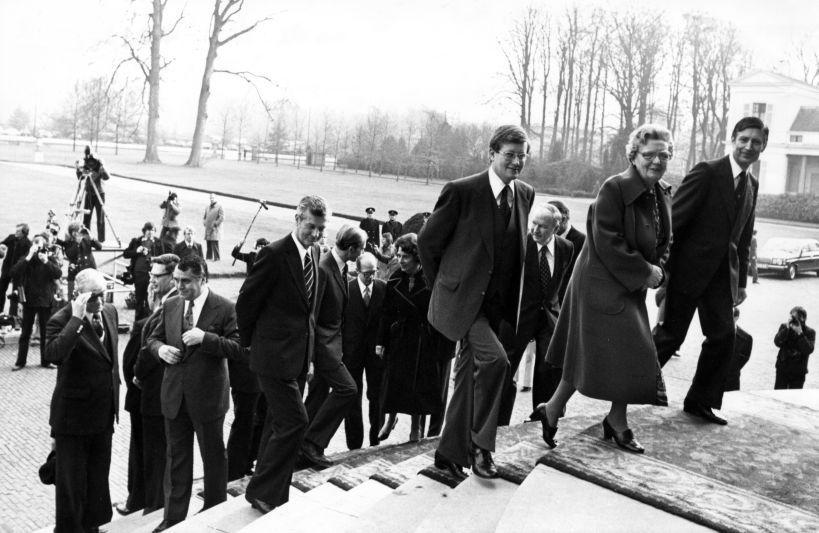
Mitglieder des Kabinetts nach der Vereidigung, mit Königin Juliana

Das Erste Kabinett Van Agt bildete vom 19. Dezember 1977 bis 11. September 1981 die Regierung der Niederlande. Es war eine Koalition aus dem christdemokratischen CDA und der liberalen VVD.

## Zusammensetzung
Das Kabinett bestand aus 16 Ministern und 17 Staatssekretären.

### Minister
| Geschäftsbereich/Amt                                                       | Minister                                            | Partei |
| -------------------------------------------------------------------------- | --------------------------------------------------- | ------ |
| allgemeine Angelegenheiten Ministerpräsident                               | Dries van Agt                                       | CDA    |
| Inneres stellvertretender Ministerpräsident                                | Hans Wiegel                                         | VVD    |
| Äußeres                                                                    | Chris van der Klaauw                                | VVD    |
| Justiz                                                                     | Job de Ruiter                                       | CDA    |
| Bildung und Wissenschaft                                                   | Arie Pais                                           | VVD    |
| Finanzen                                                                   | Frans Andriessen bis 22. Februar 1980               | CDA    |
| Finanzen                                                                   | Gijs van Aardenne 22. Februar bis 4. März 1980      | VVD    |
| Finanzen Angelegenheiten der niederländischen Antillen                     | Fons van der Stee ab 4. März 1980                   | CDA    |
| Landwirtschaft und Fischerei Angelegenheiten der niederländischen Antillen | Fons van der Stee bis 4. März 1980                  | CDA    |
| Landwirtschaft und Fischerei                                               | Gerrit Braks ab 4. März 1980                        | CDA    |
| Verteidigung                                                               | Roelof Kruisinga bis 5. März 1978                   | CDA    |
| Verteidigung                                                               | Jan de Koning 5. bis 8. März 1978                   | CDA    |
| Verteidigung                                                               | Willem Scholten 8. März 1978 bis 25. August 1980    | CDA    |
| Verteidigung                                                               | Pieter de Geus ab 25. August 1980                   | CDA    |
| Wohnungswesen und Raumordnung                                              | Pieter Beelaerts van Blokland bis 1. September 1981 | CDA    |
| Wohnungswesen und Raumordnung                                              | Dany Tuijnman ab 1. September 1981                  | VVD    |
| Verkehr und Wasserwirtschaft                                               | Dany Tuijnman                                       | VVD    |
| Wirtschaft                                                                 | Gijs van Aardenne                                   | VVD    |
| Soziales                                                                   | Wil Albeda                                          | CDA    |
| Kultur, Freizeitgestaltung und Fürsorge                                    | Til Gardeniers-Berendsen                            | CDA    |
| Gesundheit und Umwelt                                                      | Leendert Ginjaar                                    | VVD    |
| Entwicklungszusammenarbeit                                                 | Jan de Koning                                       | CDA    |
| Wissenschaftspolitik                                                       | Rinus Peijnenburg bis 1. April 1979                 | CDA    |
| Wissenschaftspolitik                                                       | Leendert Ginjaar 3. April bis 4. Mai 1979           | VVD    |
| Wissenschaftspolitik                                                       | Ton van Trier ab 4. Mai 1979                        | CDA    |

### Staatssekretäre
| Geschäftsbereich                        | Staatssekretär                                                      | Partei |
| --------------------------------------- | ------------------------------------------------------------------- | ------ |
| Äußeres                                 | Durk van der Mei ab 28. Dezember 1977                               | CDA    |
| Justiz                                  | Bert Haars ab 28. Dezember 1977                                     | CDA    |
| Inneres                                 | Henk Koning ab 28. Dezember 1977                                    | VVD    |
| Bildung und Wissenschaft                | Klaas de Jong Ozn. ab 3. Januar 1978                                | CDA    |
| Bildung und Wissenschaft                | Ad Hermes 9. Januar 1978 bis 9. September 1981                      | CDA    |
| Finanzen                                | Adriaan Nooteboom 28. Dezember 1977 bis 22. Februar 1980            | CDA    |
| Finanzen                                | Marius van Amelsvoort 16. April 1980 bis 9. September 1981          | CDA    |
| Verteidigung                            | Cees van Lent ab 28. Dezember 1977                                  | CDA    |
| Verteidigung                            | Wim van Eekelen ab 20. Januar 1978                                  | VVD    |
| Wohnungswesen und Raumordnung           | Gerrit Brokx ab 28. Dezember 1977                                   | CDA    |
| Verkehr und Wasserwirtschaft            | Neelie Kroes ab 28. Dezember 1977                                   | VVD    |
| Wirtschaft                              | Ted Hazekamp ab 28. Dezember 1977                                   | CDA    |
| Wirtschaft                              | Karel Beyen ab 9. Januar 1978                                       | VVD    |
| Soziales                                | Louw de Graaf 28. Dezember 1977 bis 9. September 1981               | CDA    |
| Kultur, Freizeitgestaltung und Fürsorge | Jeltien Kraaijeveld-Wouters 28. Dezember 1977 bis 9. September 1981 | CDA    |
| Kultur, Freizeitgestaltung und Fürsorge | Gerard Wallis de Vries ab 3. Januar 1978                            | VVD    |
| Gesundheit und Umwelt                   | Els Veder-Smit ab 3. Januar 1978                                    | VVD    |